# Вишнивецький Михайло Михайлович
Михайло Михайлович Вишнивецький — український борець греко-римського стилю, чемпіон світу та Європи серед юніорів.

## Спортивні результати на міжнародних змаганнях

### Виступи на Чемпіонатах світу
| Змагання                        | Збірна  | Вагова категорія                  | Місце |
| ------------------------------- | ------- | --------------------------------- | ----- |
| Чемпіонат світу з боротьби 2023 | Україна | греко-римська боротьба, до 130 кг | 7     |

### Виступи на Чемпіонатах Європи
| Змагання                         | Збірна  | Вагова категорія                  | Місце |
| -------------------------------- | ------- | --------------------------------- | ----- |
| Чемпіонат Європи з боротьби 2022 | Україна | греко-римська боротьба, до 130 кг | 15    |
| Чемпіонат Європи з боротьби 2023 | Україна | греко-римська боротьба, до 130 кг | 8     |
| Чемпіонат Європи з боротьби 2024 | Україна | греко-римська боротьба, до 130 кг | 19    |

### Виступи на інших змаганнях
| Змагання                                     | Збірна  | Вагова категорія                  | Місце  |
| -------------------------------------------- | ------- | --------------------------------- | ------ |
| Київський Міжнародний турнір з боротьби 2021 | Україна | греко-римська боротьба, до 130 кг | 16     |
| Гран-прі Франції Анрі Деглана 2023           | Україна | греко-римська боротьба, до 130 кг | Бронза |
| Гран-прі Німеччини з боротьби 2023           | Україна | греко-римська боротьба, до 130 кг | 7      |

### Виступи на змаганнях молодших вікових груп
| Змагання                                       | Збірна  | Вагова категорія                  | Місце  |
| ---------------------------------------------- | ------- | --------------------------------- | ------ |
| Чемпіонат світу з боротьби серед кадетів 2019  | Україна | греко-римська боротьба, до 110 кг | 13     |
| Чемпіонат Європи з боротьби серед молоді 2021  | Україна | греко-римська боротьба, до 130 кг | 7      |
| Чемпіонат Європи з боротьби серед юніорів 2021 | Україна | греко-римська боротьба, до 130 кг | Срібло |
| Чемпіонат світу з боротьби серед юніорів 2021  | Україна | греко-римська боротьба, до 130 кг | 9      |
| Чемпіонат Європи з боротьби серед юніорів 2022 | Україна | греко-римська боротьба, до 130 кг | Золото |
| Чемпіонат світу з боротьби серед юніорів 2022  | Україна | греко-римська боротьба, до 130 кг | Золото |
| Чемпіонат світу з боротьби серед молоді 2022   | Україна | греко-римська боротьба, до 130 кг | Срібло |
| Чемпіонат Європи з боротьби серед молоді 2023  | Україна | греко-римська боротьба, до 130 кг | Золото |
| Чемпіонат світу з боротьби серед молоді 2023   | Україна | греко-римська боротьба, до 130 кг | Срібло |